# Predeal
Predeal là một thị xã thuộc hạt Brașov, România. Dân số thời điểm năm 2002 là 5625 người.